# Szergej Viktorovics Zaljotyin
Szergej Viktorovics Zaljotyin (oroszul: Сергей Викторович Залётин; angol írásmóddal: Sergei Viktorovich Zalyotin) (Csekino, Tula, 1962. április 21.–) szovjet/orosz pilóta, űrhajós, ezredes.

## Életpálya
Mérnök-pilóta diplomáját 1983-ban Katonai Repülő Intézetben (VVAUL) szerezte. Katonai szolgálata alatt pilóta, vezető pilóta, a moszkvai katonai körzet légi egységének parancsnoka. Levegőben töltött ideje 1350 óra, 5 repülőgép típuson repült, 220 ejtőernyős ugrást hajtott végre.  1994-ben az UNESCO Képzési Központjában környezetvédelmi mérnök diplomát kapott. 2002-től 2004. október 3-ig a Jurij Gagarin Űrhajós Kiképző Központ (TsPK) vezetője. 2007-ben a légierő Katonai Akadémiáján kitüntetéssel végzett. Politikai tevékenységének eredményeként beválasztották a Tulai terület kormányába. 2011. január 11-én visszatért a kiképző űrközpontba.
1990. május 11-től részesült űrhajóskiképzésben. Két űrszolgálat alatt összesen 83 napot, 16 órát, 35 percet és 25 másodpercet töltött a világűrben. Egy űrsétát (kutatás, szerelés) végzett, összesen 5 óra 3 percet töltött az űrállomáson kívül. Űrhajós pályafutását 2004. szeptember 20-án fejezte be.

## Űrrepülések
- Szojuz TM–30 parancsnok. Első űrszolgálata alatt összesen 72 napot, 19 órát, 42 percet és 16 másodperc töltött a világűrben. Egy űrsétát (kutatás, szerelés) végzett, összesen 5 óra 3 percet töltött az űrállomáson kívül.
- Szojuz TMA–1 parancsnok, a 4. expedíció a Nemzetközi Űrállomáson (ISS). Második űrszolgálata alatt összesen 10 napot, 20 órát, 53 percet és 9 másodperc töltött a világűrben. Legfőbb feladat volt, hogy a Szojuz TM–34 mentő űrhajót lecseréljék. A lecserélt űrhajón parancsnokaként tért vissza kiinduló bázisára.

### Tartalék személyzet
- Szojuz TM–28 parancsnok
- Szojuz TM–33 parancsnok

## Kitüntetések
- Megkapta az Arany Csillag kitüntetést.